# 로버트 스트롬버그

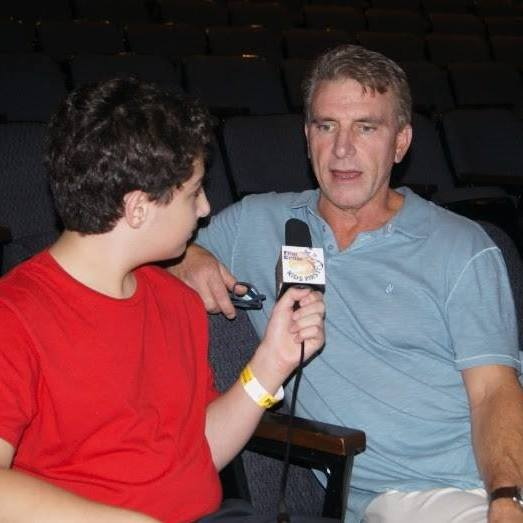

로버트 스트롬버그(Robert Stromberg, 1965년 ~ )는 미국의 특수효과 아티스트, 디자이너, 영화 제작자이다. 제임스 카메론의 영화 아바타 (2009년 영화), 팀 버튼의 이상한 나라의 앨리스 (2010년 영화), 샘 레이미의 오즈 그레이트 앤드 파워풀 등의 영화에 참여했다.
2014년 디즈니 영화 말레피센트 (영화)로 감독 데뷔를 했다.

## 참여 작품
- 말레피센트 (영화)
- 오즈 그레이트 앤드 파워풀
- 이상한 나라의 앨리스
- 아바타